# Caesada
Caesada est une mansio de la province romaine de Tarraconaise en péninsule Ibérique. 

## Description
Au IIIe siècle, le site apparaît comme une mansio située sur l'itinéraire d'Antonin via XXIV et via XXV nommé Alio itinere ab Emerita Cesaragustam 369 entre les localités d'Arriaca (es) et Segontia (es). La via XXV est une voie romaine qui traverse la vallée de l'Henares et selon les calculs décrits dans les itinéraires romains classiques, à travers la péninsule Ibérique, les lieux Espinosa de Henares ou Hita correspondent à la localisation de Caesada.
Elle pourrait correspondre à la colonie celtibère de Kaisesa. Claude Ptolémée la nomme également dans son œuvre intitulé Géographie parmi les villes de Celtibérie.
L'hypothèse de l'existence de villas romaines et d'autres constructions à la confluence des rivières est avancée avec la découverte d'objets archéologiques de cette époque.